# Alexandre I de Iugoslàvia
El rei Alexandre I de Iugoslàvia (en serbi:Краљ Александар I Карађорђевић, Kralj Aleksandar I Karađorđević), (16 de desembre de 1888-9 d'octubre de 1934), de la dinastia Karađorđević, va ser el primer rei del Regne de Iugoslàvia (1929–1934) i de l'anomenat Regne dels Serbis, Croats i Eslovens (1921–1929).
A la Primera Guerra dels Balcans el 1912, com a comandant del Primer Exèrcit, el príncep hereu Alexandre va vèncer a les batalles de Kumanovo i Bitola, i més tard el 1913, durant la Segona Guerra dels Balcans, la Batalla de Bregalnica. En esclatar la Primera Guerra Mundial va ser el comandant suprem nominal de l'exèrcit serbi, que es va distingir en les batalles en Cer i Kolubara en 1914 en les que vencent a les forces austro-hongareses invasores i les va expulsar del país.
En 1921, a la mort del seu pare, Alexandre va heretar el tron del Regne dels Serbis, Croats i Eslovens, que des dels seus inicis va ser conegut col·loquialment tant al Regne i la resta d'Europa per igual com Iugoslàvia. El 8 de juny de 1922 es va casar amb la princesa Maria de Romania, filla de Ferran de Romania. Van tenir tres fills: el prínceps Pere, Tomislav i Andrej. En resposta a la crisi política desencadenada per l'assassinat de Stjepan Radic, Alexandre va abolir la Constitució el 6 de gener de 1929, va prorrogar el Parlament i va introduir una dictadura personal, va canviar el nom del país al Regne de Iugoslàvia i va canviar les divisions internes de les 33 províncies a nou Banovina. En 1931 va decretar una nova Constitució, que va transferir el poder executiu al Rei.
El 9 d'octubre de 1934, quan arribava a Marsella per iniciar una visita d'Estat a França per enfortir l'aliança entre els dos països en la Petita Entente, mentre era conduït lentament en un cotxe pels carrers juntament amb el ministre d'Exteriors francès Louis Barthou, un pistoler va sortir del carrer i li va disparar dues vegades amb una pistola semiautomàtica Mauser C96.